# لارس اولسون
لارس اولسون (بالسويدية: Lars Olsson)‏ هو متزحلق سويدي، ولد في 13 أكتوبر 1932 في تورسبي ‏ في السويد.

## وصلات خارجية
- لارس اولسون على موقع اللجنة الأولمبية الدولية (الإنجليزية)
- لارس اولسون على موقع أوليمبيديا (الإنجليزية)
- لارس اولسون على موقع اللجنة الأولمبية السويدية (السويدية)